# Yoldia notabilis
Yoldia notabilis is een tweekleppigensoort uit de familie van de Yoldiidae. De wetenschappelijke naam van de soort is voor het eerst geldig gepubliceerd in 1922 door Yokoyama.